# Tipp City (Ohio)
Tipp City es una ciudad ubicada en el condado de Miami en el estado estadounidense de Ohio. En el Censo de 2010 tenía una población de 9689 habitantes y una densidad poblacional de 489,46 personas por km².

## Geografía
Tipp City se encuentra ubicada en las coordenadas 39°57′54″N 84°11′8″O / 39.96500, -84.18556. Según la Oficina del Censo de los Estados Unidos, Tipp City tiene una superficie total de 19.8 km², de la cual 19.5 km² corresponden a tierra firme y (1.49%) 0.3 km² es agua.

## Demografía
Según el censo de 2010, había 9689 personas residiendo en Tipp City. La densidad de población era de 489,46 hab./km². De los 9689 habitantes, Tipp City estaba compuesto por el 95.89% blancos, el 0.56% eran afroamericanos, el 0.15% eran amerindios, el 1.5% eran asiáticos, el 0% eran isleños del Pacífico, el 0.67% eran de otras razas y el 1.23% pertenecían a dos o más razas. Del total de la población el 1.56% eran hispanos o latinos de cualquier raza.